# Karamelo Santo
Karamelo Santo argentinski je reggae i ska sastav. Osnovan je 1993. u gradu Mendoza.

## Diskografija

### Albumi
- 1995.: La Kulebra (bez izdavača)
- 1997.: Perfectos Idiotas (bez izdavača / 2005. objavio Übersee Records)
- 2001.: Los Guachos (Benditas Producciones)
- 2004.: Haciendo Bulla (Übersee Records)
- 2006.: La Gente Arriba (Benditas Producciones /
- 2007.: Antena Pachamama (Benditas Producciones)

### Singlovi i EP
- 1993.: Baila Gordito
- 2005.: La Chamarrita (Promo-Best-Of-EP)

### Kompilacije
- 2006.: 95-06 (Best of, Exil/Indigo)
- 2007.: Box-Set, inkl. Los Guachos & Haciendo Bulla (Übersee Records)

## Vanjske poveznice
- Službena stranica sastava  Arhivirana inačica izvorne stranice od 12. lipnja 2011. (Wayback Machine)